# Lacka naturreservat
Lacka naturreservat  är ett naturreservat i yttre delen av Västerljungs skärgård i Västerljungs socken i Trosa kommun. Reservatet skapades 1978 efter ett beslut från Länssyrelsen i Södermanlands län.
Naturreservatet har fått sitt namn efter den största ön i reservatet. På ön finns även en gård med samma namn, omtalad i skriftliga handlingar första gången 1377 ('Lakka'). På gården bedrevs jordbruk fram till 1970-talet, idag betas ön endast av får. Gården omfattar en äldre tillbyggd parstuga, drängstuga, magasin samt en timrad bod samt norr därom ladugård och hönshus. På 1920- eller 1930-talet uppläts en tomt till en sommarstuga som uppfördes på öns nordvästra spets, samtidigt uppfördes även ett utkikstorn ovanför sommarstugan.
Reservatet består helt av öar, holmar och skär och har ingen fastlandsförbindelse. Reservatet är 3 120 hektar, varav 130 hektar är öar.